# 林芍彤
林芍彤（？年—）為臺灣女子籃球運動員，從新竹北上就讀國中，自乙組球隊光榮國中畢業後加入北一女中，擔任球隊的控球後衛，2018年高中畢業後休學一年申請美國大學，並在北一女中擔任隨隊助教，隔年獲得兩年制專科大學喬治亞高地學院的全額獎學金，由於COVID-19疫情關係林芍彤留在學校多讀一年，2022年接受NCAA第一级别學校默海爾州立大學的全額獎學金。大學最後一年就讀奥斯汀佩伊州立大学。

## 外部連結
- 林芍彤在Sports-Reference.com（NCAA）（英语）
- 林芍彤在Eurobasket.com（球員）（英语）
- 林芍彤在Eurobasket.com（球員）（英语）